# Halerpestes sarmentosus
Halerpestes sarmentosus är en ranunkelväxtart som först beskrevs av Johannes Michael Friedrich Adam, och fick sitt nu gällande namn av Komarov. Halerpestes sarmentosus ingår i släktet bohusranunkler, och familjen ranunkelväxter. Utöver nominatformen finns också underarten H. s. multisecta.